# Pandanus kamiae

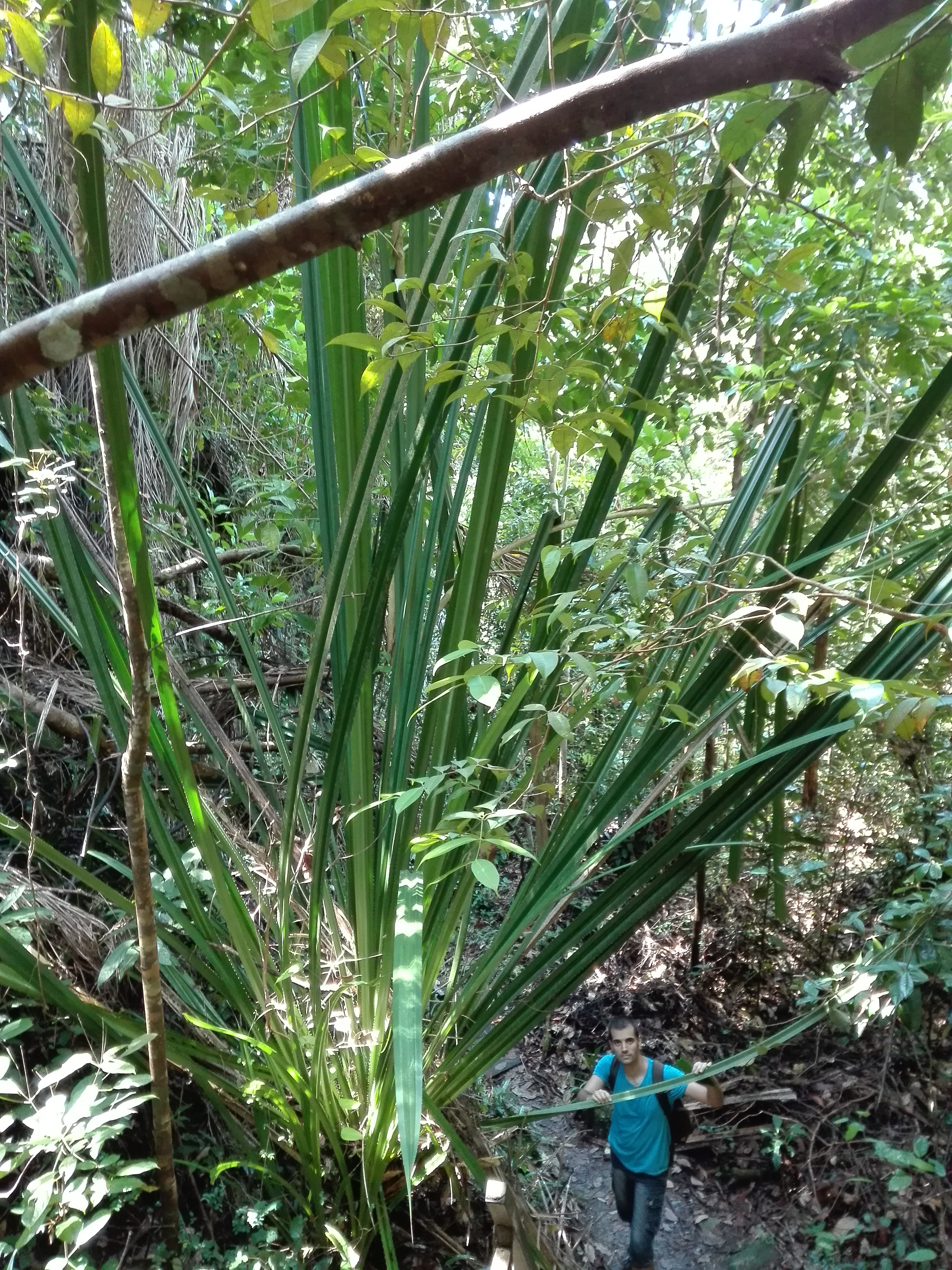
Pandanus kamiae

Pandanus kamiae är en enhjärtbladig växtart som beskrevs av Benjamin Clemens Masterman Stone. Pandanus kamiae ingår i släktet Pandanus och familjen Pandanaceae. Inga underarter finns listade.